# Frishman 46
Frishman 46 est un gratte-ciel résidentiel construit à Tel Aviv en Israël de 2009 à 2013.
Il mesure 108 mètres de hauteur sur 29 étages.
L'architecte est Moore Yasky Sivan - MYS Architects